# Kalyanpur Jabadi
Kalyanpur Jabadi – gaun wikas samiti we wschodniej części Nepalu w strefie Sagarmatha w dystrykcie Siraha. Według nepalskiego spisu powszechnego z 2001 roku liczył on 1662 gospodarstw domowych i 9326 mieszkańców (4534 kobiet i 4792 mężczyzn).